# Mortal Kombat (Filmreihe)

Logo der Spiele

Mortal Kombat ist eine US-amerikanische Martial-Arts-Actionfilmreihe basierend auf der Computerspielreihe Mortal Kombat von Midway Games. Der erste Film der Reihe ist Mortal Kombat von 1995, zwei Jahre später folgte die Mortal Kombat 2 – Annihilation und nach jahrelanger Entwicklungshölle erschien im April 2021 ein Reboot von Simon McQuoid. Ein zweiter Teil befindet sich in Produktion.
1995 erschien der erste Animationsfilm mit dem Titel Mortal Kombat: Die Reise beginnt. 2020 startete eine neue Animationsfilmreihe mit Mortal Kombat Legends: Scorpion’s Revenge.

## Überblick

### Realfilme
| Lfd. Nr. | Premiere      | Titel                          | Regie               | Drehbuch                       | Geschichte                                    | Produktion                                                             |
| -------- | ------------- | ------------------------------ | ------------------- | ------------------------------ | --------------------------------------------- | ---------------------------------------------------------------------- |
| 01       | 13. Juni 1995 | Mortal Kombat                  | Paul W. S. Anderson | Kevin Droney                   | Kevin Droney                                  | Lawrence Kasanoff                                                      |
| 02       | 21. Nov. 1997 | Mortal Kombat 2 – Annihilation | John R. Leonetti    | Brent V. Friedman, Bryce Zabel | Lawrence Kasanoff, Joshua Wexler, John Tobias | Lawrence Kasanoff                                                      |
| Reboot   |               |                                |                     |                                |                                               |                                                                        |
| 01       | 7. Apr. 2021  | Mortal Kombat                  | Simon McQuoid       | Greg Russo, Dave Callaham      | Oren Uziel, Greg Russo                        | Todd Garner, Simon McQuoid, E. Bennett Walsh, James Wan                |
| 02       | 24. Okt. 2025 | Mortal Kombat 2                | Simon McQuoid       | Jeremy Slater                  | Jeremy Slater                                 | Toby Emmerich, Todd Garner, Simon McQuoid, E. Bennett Walsh, James Wan |

### Animationsfilme
| Nr. | Jahr | Titel                                       | Regie           | Drehbuch     | Produktion                        |
| --- | ---- | ------------------------------------------- | --------------- | ------------ | --------------------------------- |
| 01  | 1995 | Mortal Kombat: Die Reise beginnt            | Joseph Francis  | Kevin Droney | Lawrence Kasanoff, Alison Savitch |
| 01  | 2020 | Mortal Kombat Legends: Scorpion’s Revenge   | Ethan Spaulding | Jeremy Adams | Rick Morales                      |
| 02  | 2021 | Mortal Kombat Legends: Battle of the Realms | Ethan Spaulding | Jeremy Adams | James Krieg, Rick Morales         |
| 03  | 2022 | Mortal Kombat Legends: Snow Blind           | Rick Morales    | Jeremy Adams | James Krieg, Rick Morales         |
| 04  | 2023 | Mortal Kombat Legends: Cage Match           | Ethan Spaulding | Jeremy Adams | Rick Morales                      |

## Wiederkehrende Charaktere
| Rolle                  | Rolle                  | Animationsfilme                  | Animationsfilme                           | Animationsfilme                             | Animationsfilme                   | Animationsfilme                   | Realfilme            | Realfilme                      | Realfilme       | Realfilme       | Synchronisation                                                            |
| Rolle                  | Rolle                  | Mortal Kombat: Die Reise beginnt | Mortal Kombat Legends: Scorpion’s Revenge | Mortal Kombat Legends: Battle of the Realms | Mortal Kombat Legends: Snow Blind | Mortal Kombat Legends: Cage Match | Mortal Kombat        | Mortal Kombat 2 – Annihilation | Mortal Kombat   | Mortal Kombat 2 | Synchronisation                                                            |
| ---------------------- | ---------------------- | -------------------------------- | ----------------------------------------- | ------------------------------------------- | --------------------------------- | --------------------------------- | -------------------- | ------------------------------ | --------------- | --------------- | -------------------------------------------------------------------------- |
| Liu Kang               | Liu Kang               | Randy Hamilton                   | Jordan Rodrigues                          | Jordan Rodrigues                            |                                   |                                   | Robin Shou           | Robin Shou                     | Ludi Lin        | Ludi Lin        | Michael Deffert Arne Stephan 2 Jonas Minthe 3                              |
| Sonya Blade            | Sonya Blade            | Jennifer Hale                    | Jennifer Carpenter                        | Jennifer Carpenter                          |                                   |                                   | Bridgette Wilson     | Sandra Hess                    | Jessica McNamee | Jessica McNamee | Sabine Jaeger Martina Treger 1 Jennifer Böttcher 2 Manuela Eifrig 3        |
| Johnny Cage            | Johnny Cage            | Jeff Glen Bennett                | Joel McHale                               | Joel McHale                                 |                                   | Joel McHale                       | Linden Ashby         | Chris Conrad                   |                 | Karl Urban      | Benjamin Völz Klaus-Peter Grap 1 Rasmus Borowski 3                         |
| Raiden                 | Raiden                 | Ron A. Feinberg                  | Dave B. Mitchell                          | Dave B. Mitchell                            |                                   | Dave B. Mitchell                  | Christopher Lambert  | James Remar                    | Tadanobu Asano  | Tadanobu Asano  | Joachim Tennstedt Manfred Lehmann 1 Patrick Winczewski 2 Joachim Kretzer 3 |
| Hanzo Hasashi Scorpion | Hanzo Hasashi Scorpion | Ed Boon                          | Patrick Seitz                             | Patrick Seitz                               | Patrick Seitz                     |                                   | Chris Casamassa      | J. J. Perry                    | Hiroyuki Sanada | Hiroyuki Sanada | Roman Kretschmer Reinhard Scheunemann 1 Dirk Bublies 2 Jürgen Holdorf 3    |
| Kuia Lang              | Sub-Zero               | Jim Cummings                     |                                           | Bayardo De Murguia                          | Ron Yuan                          |                                   |                      | Keith Cooke                    |                 |                 | Rainer Doering Wolf Frass 3                                                |
| Bi-Han                 | Sub-Zero               | Jim Cummings                     | Steve Blum                                |                                             |                                   |                                   | François Petit       |                                | Joe Taslim      | Joe Taslim      | Tim Knauer                                                                 |
| Shang Tsung            | Shang Tsung            | Jim Cummings                     | Artt Butler                               | Artt Butler                                 | Artt Butler                       |                                   | Cary-Hiroyuki Tagawa | Archiv                         | Chin Han        | Chin Han        | Michael Telloke Peter Flechtner 2 Michael Bideller 3                       |
| Goro                   | Goro                   | Ron A. Feinberg                  | Kevin Michael Richardson                  |                                             |                                   |                                   | Tom Woodruff Jr.     |                                | Angus Sampson   |                 | Dieter Knust Christoph Bernhard 2                                          |
| Kitana                 | Kitana                 |                                  | Grey Griffin                              | Grey Griffin                                |                                   |                                   | Talisa Soto          | Talisa Soto                    |                 | Adeline Rudolph | Anke Reitzenstein                                                          |
| Jax                    | Jax                    |                                  | Ike Amadi                                 | Ike Amadi                                   |                                   |                                   | Gregory McKinney     | Lynn Red Williams              | Mehcad Brooks   | Mehcad Brooks   | Charles Rettinghaus Milton Welsh 2 Robert Levin 3                          |
| Shao Kahn              | Shao Kahn              |                                  | Fred Tatasciore                           | Fred Tatasciore                             |                                   |                                   | Frank Welker         | Brian Thompson                 |                 | Martyn Ford     | Ingo Albrecht Walter Wigand 3                                              |
| Shinnok                | Shinnok                |                                  | Robin Atkin Downes                        | Robin Atkin Downes                          |                                   | Robin Atkin Downes                | Reiner Schöne        |                                |                 |                 | Reiner Schöne Volker Hanisch 3                                             |
| Kano                   | Kano                   |                                  | Robin Atkin Downes                        |                                             | David Wenham                      |                                   | Trevor Goddard       |                                | Josh Lawson     | Josh Lawson     | Uwe Karpa Tobias Kluckert 2 Nicolas König 3                                |
| Kung Lao               | Kung Lao               |                                  |                                           | Matt Yang King                              |                                   |                                   |                      |                                | Max Huang       | Max Huang       | Max Felder                                                                 |
| Jade                   | Jade                   |                                  |                                           | Emily O’Brien                               |                                   |                                   |                      | Irina Pantajewa                |                 | Tati Gabrielle  | Alexandra Wilcke                                                           |
| Mileena                | Mileena                |                                  |                                           | Grey Griffin                                |                                   |                                   |                      | Dana Hee                       | Sisi Stringer   |                 | Svantje Wascher                                                            |
| Cyrax                  | Cyrax                  |                                  |                                           | Artt Butler                                 |                                   |                                   |                      | J. J. Perry                    |                 |                 | N/A                                                                        |
| Smoke                  | Smoke                  |                                  |                                           | Matthew Mercer                              |                                   |                                   |                      | Ridley Tsui                    |                 |                 | N/A                                                                        |
| Reiko                  | Reiko                  |                                  |                                           | Robin Atkin Downes                          |                                   |                                   |                      |                                | Nathan Jones    |                 | N/A                                                                        |
| Kabal                  | Kabal                  |                                  |                                           |                                             | Keith Silverstein                 |                                   |                      |                                | Daniel Nelson   |                 | Torben Liebrecht                                                           |
| Reptile                | Reptile                |                                  |                                           |                                             |                                   |                                   | Keith Cooke          | Archiv                         | CGI             |                 | N/A                                                                        |
| Sindel                 | Sindel                 |                                  |                                           |                                             |                                   |                                   |                      | Musetta Vander                 |                 | Ana Thu Nguyen  | Karin Grüger                                                               |
| Baraka                 | Baraka                 |                                  |                                           |                                             |                                   |                                   |                      | Dennis Keiffer                 |                 | C.J Bloomfield  | N/A                                                                        |
| Cole Young             | Cole Young             |                                  |                                           |                                             |                                   |                                   |                      |                                | Lewis Tan       | Lewis Tan       | Markus Pfeiffer                                                            |

## Rezeption

### Einspielergebnisse
Mit einem Gesamteinspielergebnis von knapp 258 Millionen US-Dollar befindet sich die Reihe auf Platz 12 der erfolgreichsten Superheldenfilmreihen. Mortal Kombat aus dem Jahr 1995 war für mehrere Jahre die erfolgreichste Videospielverfilmung aller Zeiten. In der aktuellen Liste befindet er sich auf Platz 24 (Stand: 22. Dezember 2023), der Film aus dem Jahr 2021 steht auf Platz 33 (Stand: 22. Dezember 2023) und Mortal Kombat 2 – Annihilation auf Platz 39 (Stand: 22. Dezember 2023).
| Film                           | Einspielergebnisse in US-Dollar | Einspielergebnisse in US-Dollar | Einspielergebnisse in US-Dollar | Budget        | Quelle |
| Film                           | Nordamerika                     | Deutschland                     | Weltweit                        | Budget        | Quelle |
| ------------------------------ | ------------------------------- | ------------------------------- | ------------------------------- | ------------- | ------ |
| Mortal Kombat                  | 70.454.098                      | N/A                             | 122.195.920                     | 20 Millionen  | [ 9 ]  |
| Mortal Kombat 2 – Annihilation | 35.927.406                      | N/A                             | 51.376.861                      | 30 Millionen  | [ 10 ] |
| Mortal Kombat                  | 42.326.031                      | 35.742                          | 84.426.031                      | 55 Millionen  | [ 11 ] |
| Gesamt:                        | 148.707.535                     | 35.742+                         | 257.998.812                     | 105 Millionen |        |

### Kritiken
Mortal Kombat 2 – Annihilation befindet sich in der IMDb Bottom 100 auf dem 70. Platz (Stand: 25. Januar 2024).
| Film                                        | Rotten Tomatoes     | Metacritic       | IMDb                      |
| ------------------------------------------- | ------------------- | ---------------- | ------------------------- |
| Mortal Kombat                               | 47 % (45 Kritiken)0 | 60 (13 Kritiken) | 5,8 (123.736 Bewertungen) |
| Mortal Kombat 2 – Annihilation              | 04 % (53 Kritiken)0 | 11 (12 Kritiken) | 3,6 (57.704 Bewertungen)0 |
| Mortal Kombat                               | 55 % (299 Kritiken) | 44 (43 Kritiken) | 6,0 (187.797 Bewertungen) |
| Animationsfilme                             |                     |                  |                           |
| Mortal Kombat: Die Reise beginnt            | –                   | –                | 3,5 (865 Bewertungen)00   |
| Mortal Kombat Legends: Scorpion’s Revenge   | 90 % (21 Kritiken)  | –                | 7,4 (19.294 Bewertungen)  |
| Mortal Kombat Legends: Battle of the Realms | 50 % (6 Kritiken)   | –                | 6,5 (8.037 Bewertungen)0  |
| Mortal Kombat Legends: Snow Blind           | 80 % (5 Kritiken)   | –                | 6,7 (3.413 Bewertungen)0  |
| Mortal Kombat Legends: Cage Match           | –                   | –                | 5,9 (1.170 Bewertungen)0  |

## Musik
| Titel                                                            | Veröffentlichung (USA) | Länge   | Komponist          | Label            |
| ---------------------------------------------------------------- | ---------------------- | ------- | ------------------ | ---------------- |
| Mortal Kombat: Original Motion Picture Soundtrack                | 15. Aug. 1995          | 1:08:28 | Kompilation        | TVT              |
| Mortal Kombat: Original Motion Picture Score                     | 11. Okt. 1995          | 0:42:01 | George S. Clinton  | Rykodisc         |
| Mortal Kombat: Annihilation – Original Motion Picture Soundtrack | 28. Okt. 1997          | 1:12:08 | George S. Clinton  | TVT              |
| Mortal Kombat: Original Motion Picture Soundtrack                | 16. Apr. 2021          | 1:19:37 | Benjamin Wallfisch | WaterTower Music |